# Bergen (Olanda Settentrionale)
Bergen  è una municipalità dei Paesi Bassi di 31 977 abitanti situata nella provincia dell'Olanda Settentrionale.

## Geografia antropica

### Suddivisioni
- Aagtdorp
- Bergen aan Zee
- Bregtdorp
- Camperduin
- Catrijp
- Egmond aan den Hoef
- Egmond aan Zee
- Egmond-Binnen
- Groet
- Hargen
- Rinnegom
- Schoorl
- Schoorldam
- Wimmenum